# Південний Парк (сезон 1)
Перший сезон мультсеріалу Південний Парк мав 13 епізодів і виходив на американському кабельному каналі Comedy Central з 13 серпня 1997 по 25 лютого 1998.

Обкладинка 1 сезону Південного Парку

## Оцінки
Перший епізод був великим успіхом для Comedy central. Анальний робот Картмана заробив 1.3 за рейтингом Нільсена, отримавши 980,000 глядачів, що було найвичим показником для кабельного телебачення на той час. Рейтинг поволі піднімався на 3 і 4 епізоді досягнувши 1.7. І продовжував підніматися 3.8 («Конюктивіт»), 4.8 («Марвін Голодарвін'»), 5.4 («Містер Хенкі, різдвяна какашка»), 6.4 («Деміен»), and 6.9 («Мега Стрейзанд»). Кількість глядачів зросла до 5.4 млн.
Південний Парк став першим телевізійним серіалом, що був бутледжений через інтернет. Студенти оцифрували багато епізодів і стрімили їх онлайн для тих у кого не було кабельного.

## Список серій
| Номер | Час появи в США | Код  | Назва                                                          |  |
| --- | --------------- | ---- | -------------------------------------------------------------- |  |
| 1-101 | 17 грудня 1989  | 7G08 | Анальний робот Картмена (Cartman Gets an Anal Probe)           |  |
| Прибульці імплантують передавач в дупу Картмана і викрадають Айка, молодшого брата Кайла. |                 |      |                                                                |  |
| 2-102 | 14 січня 1990   | 7G02 | Вигода ваги 4000 (Weight Gain 4000)                            |  |
| Картман намагається накачатися за допомогою засобу «Набір ваги 4000». Містер Гаррісон намагається вбити телезірку Кеті Лі Гіффорд |                 |      |                                                                |  |
| 3-103 | 21 січня 1990   | 7G03 | Вулкан (Volcano)                                               |  |
| Діти відправляються на полювання з дядьком Стена, Джимбо, і його другом Недом. Недоречно починається виверження вулкана. |                 |      |                                                                |  |
| 4-104 | 28 січня 1990   | 7G04 | Собака гей (Big Gay Al's Big Gay Boat Ride)                    |  |
| Стен виявляє, що його пес — гомосексуал, і намагається розібратися з цією проблемою. |                 |      |                                                                |  |
| 5-105 | 4 лютого 1990   | 7G05 | І покохав слон свиню (An Elephant Makes Love to a Pig)         |  |
| Друзі в рамках шкільного проекту намагаються схрестити слона зі свинею, щоб вивести породу мініатюрних слоників, і звертаються в зловісну лабораторію.                                                                                                |                 |      |                                                                |  |
| 6-106 | 11 лютого 1990  | 7G06 | Жага самогубства (Death)                                       |  |
| Дідусеві Стена — 102 роки. Єдине, що він хоче — померти. Він намагається будь-яким способом домогтися, щоб Стен його вбив. |                 |      |                                                                |  |
| 7-107 | 18 лютого 1990  | 7G09 | Кон'юнктивіт (Pinkeye)                                         |  |
| Кенні гине, коли на нього падає станція Мир, і стає зомбі. Стен, Кайл і Картман повинні знайти спосіб зупинити зомбіпандемію (якиу лікар називає кон'юнктивітом).                                                                                     |                 |      |                                                                |  |
| 8-108 | 25 лютого 1990  | 7G07 | Деміен (Damien)                                                |  |
| У школі новачок — син диявола, з яким ніхто не хоче дружити. Через це він займається руйнуваннями, а Сатана бореться з Ісусом на рингу. |                 |      |                                                                |  |
| 9-109 | 18 березня 1990 | 7G11 | Марвін Голодарвін (Starvin 'Marvin)                            |  |
| Діти випадково стають опікунами маленького нещаслика з Ефіопії, якого їм помилково надіслали в подарунок за благодійні внески замість наручних годинників                                                                                             |                 |      |                                                                |  |
| 10-110 | 25 березня 1990 | 7G10 | Містер Хенкі, різдвяна какашка (Mr. Hankey, the Christmas Poo) |  |
| Місто намагається організувати політкоректний Різдво і універсальним символом, що всіх об'єднує виявляється не Санта, а продукту фізіології — одухотворена Різдвяна какашка.                                                                          |                 |      |                                                                |  |
| 11-111 | 15 квітня 1990  | 7G13 | Ринопластика Тома (Tom's Rhinoplasty)                          |  |
| Містер Гаррісон змінює собі ніс і стає серцеїдом. Всі хлопчики третього класу намагаються привернути увагу нової красуні-вчительки, не гребуючи ніякими методами аж до ставання лесбійками.                                                           |                 |      |                                                                |  |
| 12-112 | 29 квітня 1990  | 7G12 | Мега Стрейзанд (Mecha-Streisand)                               |  |
| Друзі знаходять артефакт, а Барбара Стрейзанд з його допомогою перетворюється в гігантського монстра і хоче зруйнувати місто. |                 |      |                                                                |  |
| 13-113 | 13 травня 1990  | 7G01 | Матуся Картмана - брудна повія (Cartman's Mom Is a Dirty Slut) |  |
| Картман дізнавшись що його мама повія, намагається з'ясувати, хто його батько. Стен і Кайл знімають на відео лялькове чаювання Картмана і перемігши в конкурсі найтупіших домашніх відео, допомагають йому оплатити генетичну експертизу батьківства. |                 |      |                                                                |  |